# لووسویه
لووسویه (به صربی: Levosoje) یک منطقهٔ مسکونی در صربستان است که در بوجانوواچ واقع شده‌است. لووسویه ۸۴۰ نفر جمعیت دارد.